# 김호연 (1974년)
김호연은 대한민국의 작가이다. 고려대학교 국어국문학과를 졸업했다. 영화 기획자로 활동하면서 남한산성을 기획하기도 하였으며, 영화 시나리오 작가와 소설 편집자로 활동하였다.

## 생애
1974년 서울특별시에서 태어났다.
첫 직장인 영화사에서 공동 작업한 시나리오 「이중간첩」이 영화화되며 시나리오 작가가 되었다. 두 번째 직장인 출판사에서 만화 기획자로 일하며 쓴「실험인간지대」가 제1회 부천만화스토리 공모전에서 대상을 수상하며 만화 스토리 작가가 되었다. 장편소설 「망원동 브라더스」로 2013년 제9회 세계문학상 우수상을 수상하며 소설가가 되었다. 이후 여러 작품들을 꾸준히 발표하다가 불편한 편의점이 대중적으로 크게 히트하면서 인지도가 급상승하였다.